# Волта (Каліфорнія)
Волта (англ. Volta) — переписна місцевість (CDP) в США, в окрузі Мерсед штату Каліфорнія. Населення — 366 осіб (2020).

## Географія
Волта розташована за координатами 37°4′56″ пн. ш. 120°54′52″ зх. д. / 37.08222° пн. ш. 120.91444° зх. д. (37.082354, -120.914521).  За даними Бюро перепису населення США в 2010 році переписна місцевість мала площу 11,48 км², з яких 11,32 км² — суходіл та 0,17 км² — водойми.

## Демографія
Згідно з переписом 2010 року, у переписній місцевості мешкало 246 осіб у 83 домогосподарствах у складі 59 родин. Густота населення становила 21 особа/км².  Було 106 помешкань (9/км²).
Расовий склад населення:
| - 81,7 % — білих - 2,8 % — чорних або афроамериканців - 1,6 % — вихідців з тихоокеанських островів - 0,4 % — азіатів - 11,8 % — осіб інших рас |

До двох чи більше рас належало 1,6 %. Частка іспаномовних становила 53,7 % від усіх жителів.
За віковим діапазоном населення розподілялося таким чином: 24,0 % — особи молодші 18 років, 65,0 % — особи у віці 18—64 років, 11,0 % — особи у віці 65 років та старші. Медіана віку мешканця становила 36,6 року. На 100 осіб жіночої статі у переписній місцевості припадало 101,6 чоловіків;  на 100 жінок у віці від 18 років та старших — 107,8 чоловіків також старших 18 років.
Середній дохід на одне домашнє господарство  становив 82 608 доларів США (медіана — 85 652), а середній дохід на одну сім'ю — 88 727 доларів (медіана — 85 978). 
Цивільне працевлаштоване населення становило 85 осіб. Основні галузі зайнятості: мистецтво, розваги та відпочинок — 35,3 %, транспорт — 27,1 %, фінанси, страхування та нерухомість — 22,4 %.